# Trichoplites albimaculosa
Trichoplites albimaculosa är en fjärilsart som beskrevs av Inoue 1978. Trichoplites albimaculosa ingår i släktet Trichoplites och familjen mätare. Inga underarter finns listade i Catalogue of Life.